# Нечуйвітер Фрица
Нечуйвітер Фрица, нечуйвітер Фріца (Hieracium fritzei) — вид рослин з родини айстрових (Asteraceae), поширений у Чехії, Польщі, Словаччині, Румунії, Україні.

## Опис
Багаторічна рослина висотою 12–25 см. Стеблових листків 2–6; прикореневі листки відсутні або їх мало; запушення листків до рясного. Обгортки великі, 12–15 мм завдовжки, їх листочки опушені помітно волосками і густо залозками. Загальне суцвіття вильчато-волотисте, з 1–3(10) кошиками. Віночки золотисто-жовті, нерідко трубчасті, зубці трохи бахромчасті. 

## Поширення
Поширений у Чехії, Польщі, Словаччині, Румунії, Україні.
В Україні вид зростає на субальпійських і альпійських луках — у Карпатах.